# Кавказка ела
Кавказката, още Нордманска ела (Abies nordmanniana) е вид ела от семейство Борови (Pinaceae). Видът е незастрашен от изчезване.
Короната и е много гъста понякога е разположена почити до основата на короната и е с тясноконусовидна форма. Игличките са меки, средно дълги. Това я прави подходяща за озеленяване на двор и градина, озеленяване на частни вили и къщи. В началото клонките са окосмени, но след като порасне малко те стават гладки. Листата са дълги от 2 до 4 см плоски, а на върха са закръглени или врязани. Отгоре са тъмнозелени, а отдолу-по-светли.
Разпространението на Кавказката ела не е много широко. Тя се среща в планините на Кавказ и Мала Азия.  Като надморската височина, на която расте добре максимално е  до 2000 м, а минималната височина, на която може да се срещне и да се развива добре е 800 м.
Този вид ела е силно издръжлив на сянка, расте на сенчести места, но обича и слънчевите проветриви места.
Кавказката ела е не особено взискателна  към почвените условия, може да вирее на всякакви почви, но най-добре се развива на дълбоки влажни и плодородни почви. Кавказката ела е умерено студоустойчив вид. Тя може да издържи на студове и ниски температури от порядъка на -25 градуса.
Ако условията, в които се развива са благоприятни, Кавказката ела може да доживее до 500 години. Растежът ѝ е малко по-бърз от този на обикновената ела. Това качество трябва да се взима в предвид, когато се използва в съчетание с обикновената ела, защото може да се получи конкуренция между двата вида и единия попречи на другия да се развие и да го задуши другия.
Кавкавзката ела(ела-Нормандиана) се използва както и обикновената ела. Тя намира приложение в озеленяването, залесяването и като парково дърво.

## Разпространение
Разпространен е в Армения (Нагорни Карабах), Азербайджан (Нахичеван), Грузия, Руската федерация (Краснодар) и Турция.. В България не се среща из планините и горите, а се използва само като декоративно дърво.